# Johann Friedrich von Waldenstein-Wartenberg
Johann Friedrich von Waldenstein-Wartenberg (Vienna, 21 agosto 1756 – Vienna, 15 aprile 1812) è stato un vescovo cattolico austriaco, fu vescovo di Seckau dove fu noto con il nome di Giovanni VI.

## Biografia
Johann Friedrich von Waldenstein-Wartenberg nacque nel 1756 a Vienna, figlio secondogenito dell'ex ciambellano imperiale, il conte Emanuel Philibert von Waldstein-Wartenberg (1731-1775), e della principessa Anna Maria Theresia del Liechtenstein (1738-1814). Suo nonno, il conte Franz Joseph (1709 - 1771), era entrato nella vedovanza nell'Ordine dei Cappuccini. Suo prozio fu Johan Friedrich von Waldenstein (1642 - 1694), già arcivescovo di Praga.
Per Johann Friedrich venne predisposta la carriera ecclesiastica e prese i propri voti il 25 marzo 1795 nella cattedrale di Salisburgo, aggregandosi a quel clero di cui divenne canonico poco dopo, ruolo che ricoprì anche presso il clero di Augusta.
Il 20 novembre 1797 venne eletto decano del capitolo di Salisburgo. Tra il 1800 ed il 1802, quando l'arcivescovo Hieronymus von Colloredo fuggì a Vienna dopo l'occupazione del principato episcopale, egli fece parte del governo del paese.
Il 15 agosto 1802 venne nominato vescovo di Seckau e venne consacrato a tale cattedra episcopale dall'arcivescovo Colloredo nel duomo di Salisburgo una volta che fu rientrato in città.
Waldenstein Wartenberg rimase in carica a Seckau sino al 1812, anno della sua morte.

## Genealogia episcopale
La genealogia episcopale è:
- Cardinale Scipione Rebiba
- Cardinale Giulio Antonio Santori
- Cardinale Girolamo Bernerio, O.P.
- Arcivescovo Galeazzo Sanvitale
- Cardinale Ludovico Ludovisi
- Cardinale Luigi Caetani
- Cardinale Ulderico Carpegna
- Cardinale Paluzzo Paluzzi Altieri degli Albertoni
- Papa Benedetto XIII
- Papa Benedetto XIV
- Vescovo Joseph Maria von Thun und Hohenstein
- Arcivescovo Sigismund III von Schrattenbach
- Arcivescovo Hieronymus von Colloredo
- Vescovo Johann Friedrich von Waldenstein-Wartenberg

## Ascendenza
|                                                    |                                 |                                           | Genitori                                          |  |  | Nonni |  |  | Bisnonni                   |  |  | Trisnonni                  |  |
|                                                    |                                 |                                           |                                                   |  |  |       |  |  | Franz Joseph von Waldstein |  |  | Ernst Joseph von Waldstein |  |
|                                                    |                                 |                                           |                                                   |  |  |       |  |  | Franz Joseph von Waldstein |  |  | Ernst Joseph von Waldstein |  |
|                                                    |                                 | Maria Anna Kokorzowa                      |                                                   |  |  |       |  |  | Franz Joseph von Waldstein |  |  |                            |  |
| Joseph von Waldstein-Wartenberg                    |                                 |                                           |                                                   |  |  |       |  |  | Franz Joseph von Waldstein |  |  |                            |  |
|                                                    |                                 | Maria Czernin von Chudenitz               | Hermann Jakob Czernin von Chudenitz               |  |  |       |  |  |                            |  |  |                            |  |
|                                                    |                                 | Maria Czernin von Chudenitz               | Hermann Jakob Czernin von Chudenitz               |  |  |       |  |  |                            |  |  |                            |  |
|                                                    |                                 | Maria Czernin von Chudenitz               | Maria Josepha Slawata                             |  |  |       |  |  |                            |  |  |                            |  |
| Emanuel Philibert von Waldstein-Wartenberg         |                                 | Maria Czernin von Chudenitz               |                                                   |  |  |       |  |  |                            |  |  |                            |  |
|                                                    |                                 | …                                         | …                                                 |  |  |       |  |  |                            |  |  |                            |  |
|                                                    |                                 | …                                         | …                                                 |  |  |       |  |  |                            |  |  |                            |  |
|                                                    |                                 | …                                         | …                                                 |  |  |       |  |  |                            |  |  |                            |  |
| Maria Josepha von und zu Trauttmansdorff-Weinsberg |                                 | …                                         |                                                   |  |  |       |  |  |                            |  |  |                            |  |
|                                                    |                                 | …                                         | …                                                 |  |  |       |  |  |                            |  |  |                            |  |
|                                                    |                                 | …                                         | …                                                 |  |  |       |  |  |                            |  |  |                            |  |
|                                                    |                                 | …                                         | …                                                 |  |  |       |  |  |                            |  |  |                            |  |
| Johann Friedrich von Waldstein-Wartenberg          |                                 | …                                         |                                                   |  |  |       |  |  |                            |  |  |                            |  |
|                                                    | Flippo Erasmo del Liechtenstein | Hartmann III del Liechtenstein            |                                                   |  |  |       |  |  |                            |  |  |                            |  |
|                                                    | Flippo Erasmo del Liechtenstein | Hartmann III del Liechtenstein            |                                                   |  |  |       |  |  |                            |  |  |                            |  |
|                                                    | Flippo Erasmo del Liechtenstein | Sidonia Elisabetta di Salm-Reifferscheidt |                                                   |  |  |       |  |  |                            |  |  |                            |  |
| Emanuele del Liechtenstein                         | Flippo Erasmo del Liechtenstein |                                           |                                                   |  |  |       |  |  |                            |  |  |                            |  |
|                                                    |                                 | Cristina di Löwenstein-Wertheim-Rochefort | Ferdinando Carlo di Löwenstein-Wertheim-Rochefort |  |  |       |  |  |                            |  |  |                            |  |
|                                                    |                                 | Cristina di Löwenstein-Wertheim-Rochefort | Ferdinando Carlo di Löwenstein-Wertheim-Rochefort |  |  |       |  |  |                            |  |  |                            |  |
|                                                    |                                 | Cristina di Löwenstein-Wertheim-Rochefort | Anna Maria di Fürstenberg                         |  |  |       |  |  |                            |  |  |                            |  |
| Maria Anna Teresa del Liechtenstein                |                                 | Cristina di Löwenstein-Wertheim-Rochefort |                                                   |  |  |       |  |  |                            |  |  |                            |  |
|                                                    |                                 | Carlo Ludovico di Dietrichstein           | Francesco Adamo di Dietrichstein-Hollenburg       |  |  |       |  |  |                            |  |  |                            |  |
|                                                    |                                 | Carlo Ludovico di Dietrichstein           | Francesco Adamo di Dietrichstein-Hollenburg       |  |  |       |  |  |                            |  |  |                            |  |
|                                                    |                                 | Carlo Ludovico di Dietrichstein           | Maria Cecilia di Trauttmansdorff                  |  |  |       |  |  |                            |  |  |                            |  |
| Antonia di Dietrichstein-Weichselstädt             |                                 | Carlo Ludovico di Dietrichstein           |                                                   |  |  |       |  |  |                            |  |  |                            |  |
|                                                    |                                 | Maria Teresa Anna di Trauttmansdorff      | Giorgio Sigismondo di Trauttmansdorff             |  |  |       |  |  |                            |  |  |                            |  |
|                                                    |                                 | Maria Teresa Anna di Trauttmansdorff      | Giorgio Sigismondo di Trauttmansdorff             |  |  |       |  |  |                            |  |  |                            |  |
|                                                    |                                 | Maria Teresa Anna di Trauttmansdorff      | Renata di Wildenstein                             |  |  |       |  |  |                            |  |  |                            |  |
|                                                    |                                 | Maria Teresa Anna di Trauttmansdorff      |                                                   |  |  |       |  |  |                            |  |  |                            |  |